# Getreidegasse

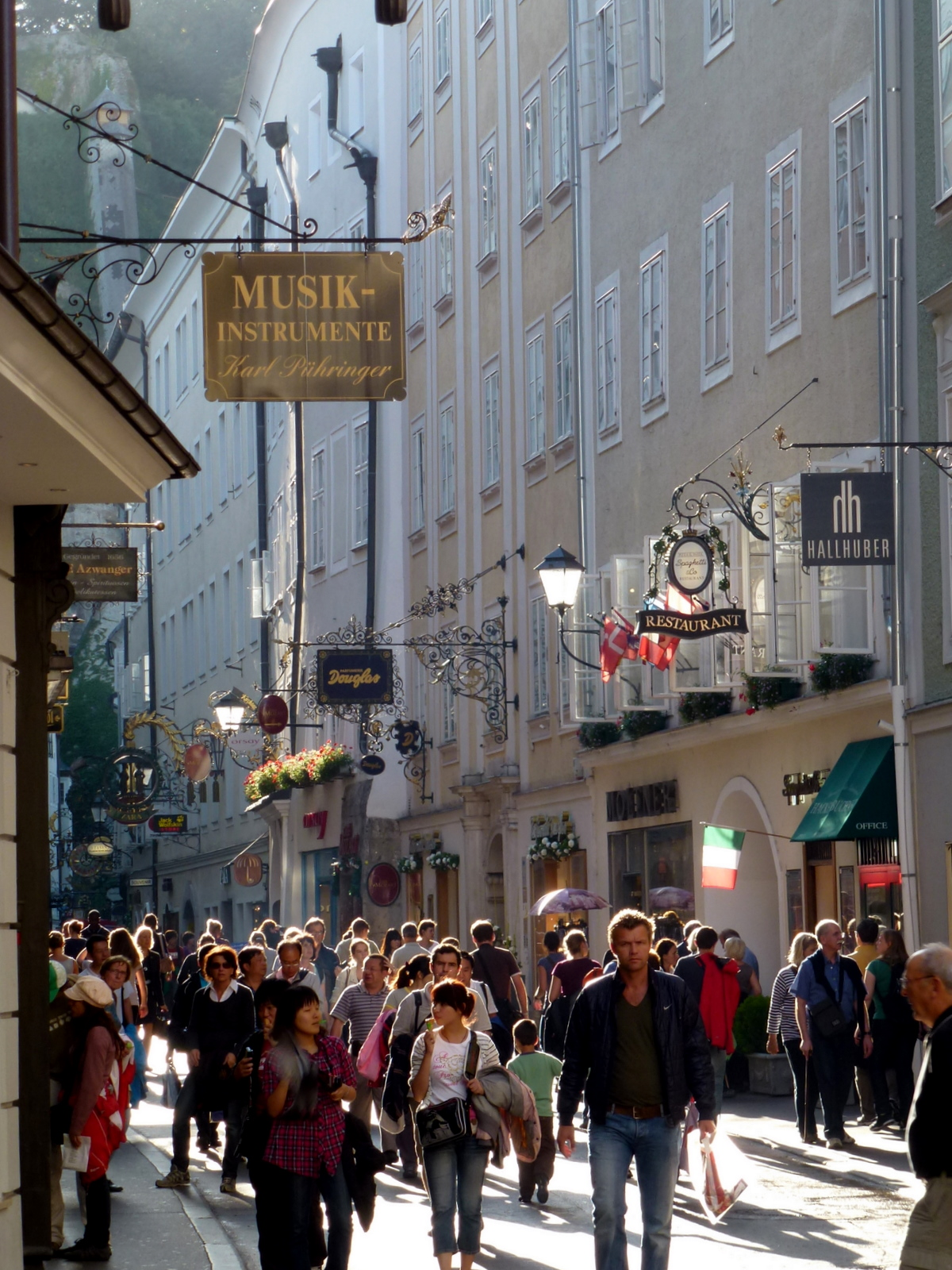
Getreidegasse in un pomeriggio d'estate

Getreidegasse (Vicolo del grano) è un'affollata via dello shopping nella storica Altstadt (Città Vecchia) di Salisburgo, in Austria, patrimonio mondiale dell'UNESCO dal 1996. È nota per la casa natale di Wolfgang Amadeus Mozart al n. 9, dove visse fino all'età di 17 anni. La stretta strada è caratterizzata da numerose case alte affiancate con le loro insegne in ferro battuto.

## Panoramica
La Getreidegasse corre parallela al fiume Salzach e oggi fa parte di un'ampia zona pedonale nel centro storico. Menzionata per la prima volta come Trabegasse (derivato da traben "trottare") intorno al 1150, quando conduceva dallo storico centro commerciale di Salisburgo al sobborgo nord-occidentale di Mülln, il suo nome fu cambiato più volte prima di diventare il "vicolo del grano". I cittadini ricevettero i diritti fondamentali dai principi-arcivescovi nel XIV secolo, dopodiché diverse grandi case commerciali iniziarono ad esporre le loro merci lungo la strada. Successivamente, Getreidegasse divenne una zona residenziale privilegiata per patrizi e funzionari pubblici salisburghesi. Molti edifici contengono passaggi e cortili pittoreschi.
Un gran numero delle storiche case residenziali è stato trasformato in locali commerciali negli ultimi decenni. Poiché Getreidegasse è una delle attrazioni turistiche più popolari della città, l'amministrazione della città di Salisburgo ha fatto diversi tentativi per mantenere il carattere autentico della strada.
Spesso, ci si può incrociare la famosa "donna delle marionette" (Marionettenfrau), con il suo cesto marrone, che vende pupazzi dal 1987 na 2021. 

## Residenti famosi
- August Bebel (1840-1913), uomo politico, lavorò come apprendista nella bottega di un tornitore di legno al n. 3 dal 1859 al 1860
- Casa natale di Mozart al n. 9 è stata la casa dei suoi genitori Leopold e Anna Maria Mozart dal loro matrimonio nel 1747. Qui nacque anche sua sorella Maria Anna (Nannerl); la famiglia si trasferì nella vicina Hannibalplatz (l'odierna Makartplatz) nel 1773. La Fondazione Internazionale Mozarteum gestisce un museo di Mozart nell'edificio dal 1880.
- Adrian Ludwig Richter (1803–1884), pittore, soggiornò al n. 21 nell'estate del 1823
- Salome Alt (1568–1633), amante del principe-arcivescovo Wolf Dietrich Raitenau, fu documentata come proprietaria di una birreria al n. 33 intorno al 1620.